# Le Monde
Le Monde (hrvatski: „Svijet”) francuske su dnevne poslijepodnevne novine. To je glavna publikacija „Le Monde grupe” i imale su prosječnu nakladu od 480.000 primjeraka po izdanju u 2022., uključujući 40.000 prodanih u inozemstvu. Dostupne su online od 1995. i često su jedine francuske novine koje se lako mogu nabaviti u zemljama izvan francuskog govornog područja. Razlikuju se od mjesečnika „Le Monde diplomatique”, Le Monde ima 51% vlasništva, ali je urednički neovisan. Le Monde se smatra jednim od najpoznatijih francuskih novina, uz „Libération” i „Le Figaro”. Anketa „Instituta Reuters” 2021. pokazala je da su „Le Monde” francuske novine kojima se najviše vjeruje.
Novine imaju kolegijalni oblik organizacije, u kojem je većina novinara stalno zaposlena, sindikalni aktivna i imaju dionice poduzeća. Dok dioničari imenuju izvršnog direktora tvrtke, urednika biraju novinari Le Mondea kako bi branili neovisnost redakcije.
„Le Monde” je često otkrivao velike skandale, na primjer, izravno implicirajući predsjednika Françoisa Mitterranda za utjecaj u potapanja broda „Rainbow Warriora” na Novom Zelandu. Za razliku od drugih svjetskih novina poput „The New York Timesa”, „Le Monde” je tradicionalno bio fokusiran na ponudu analiza i mišljenja, a ne na novine s rekordima. Umanjio je naglasak na maksimalnom izvještavanju vijesti u korist promišljene interpretacije aktualnih događaja. Posljednjih godina rad je uspostavio veću razliku između činjenica i mišljenja.
Le Monde je utemeljio Hubert Beuve-Méry na zahtjev Charlesa de Gaullea (kao predsjednika privremene vlade Francuske Republike) 19. prosinca 1944., nedugo nakon oslobođenja Pariza od nacizma, i kontinuirano izlazi od svog prvog izdanja. U 1990-ima i 2000-ima grupa „La Vie-Le Monde” proširila se pod vodstvom urednika Jean-Mariea Colombanija s brojnim akvizicijama; međutim, njegova profitabilnost nije bila dovoljna da pokrije velike dugove koje je preuzela za financiranje ovog širenja, te je 2010. godine tražio nove ulagače kako bi tvrtku sačuvao od bankrota. U lipnju 2010. francuski investitori Matthieu Pigasse, Pierre Bergé i Xavier Niel stekli su kontrolni udio u novinama.